# Kitty Kelly
Pour les articles homonymes, voir Kelly.
Kitty Kelly est une actrice américaine née le 27 avril 1902 à New York, dans l'État de New York aux États-Unis et morte le 29 juin 1968 à Hollywood en Californie.

## Filmographie
- 1925 : Un baiser dans la nuit (A Kiss in the Dark) de Frank Tuttle : Chorus Girl
- 1930 : La nuit est à nous : Maud Sarazin
- 1930 : Hot Bridge
- 1931 : Behind Office Doors : Delores Kogan
- 1931 : Bachelor Apartment : Miss Clark, First Girl in Ladies Room
- 1931 : White Shoulders de Melville W. Brown : Maria Fontaine
- 1931 : Men of Chance (en) : Gertie Robbins
- 1932 : Ladies of the Jury (en) : Mayme Mixter
- 1932 : Girl Crazy de William A. Seiter : Kate Foster
- 1933 : The Girl in 419 : Telephone Girl
- 1933 : Too Much Harmony : Patsy Dugan
- 1934 : All of Me de James Flood : Lorraine
- 1934 : A Woman's Man : Molly Evans
- 1934 : The Lemon Drop Kid de Marshall Neilan : Cora Jennings
- 1935 : Beginner's Luck (en) : Spanky's mother
- 1935 : Dizzy Dames : La Vere
- 1935 : La Jolie Batelière : Ivy
- 1935 : The Private Secretary (en)
- 1936 : Rhythm in the Air (en) : Celia
- 1936 : The Man behind the Mask : Marian Weeks
- 1937 : Blossoms on Broadway : Death Valley Cora Keane
- 1938 : Les Hommes volants (Men with Wings) de William A. Wellman : Martha Ranson
- 1939 : Grand Jury Secrets : Miss Clark
- 1939 : Geronimo le peau rouge (en) (Geronimo) : Daisy Devine
- 1939 : Deuxième à gauche (All Women Have Secrets) de Kurt Neumann : Mary
- 1940 : En route pour Singapour (Road to Singapore) : Sailor's wife
- 1940 : Women Without Names (en) : Countess
- 1940 : Those Were the Days! (en) : Mrs. Sanford
- 1941 : The Mad Doctor (en) : Winnie
- 1941 : Par la porte d'or (Hold Back the Dawn) : American Lady at Bullfight
- 1942 : Madame veut un bébé (The Lady Is Willing) : Nellie Quigg
- 1942 : Larceny, Inc. : Fourth customer
- 1942 : Embrassons la mariée (They All Kissed the Bride) : Spotter
- 1942 : L'amour chante et danse (Holiday Inn) : Drunk
- 1942 : Jordan le révolté (Lucky Jordan) de Frank Tuttle : Sara Maggotti
- 1943 : Les Anges de miséricorde (So Proudly We Hail!) : Lt. Ethel Armstrong
- 1943 : Swing Out the Blues
- 1944 : Une femme sur les bras (Practically Yours) de Mitchell Leisen : Wife-newsreel theater
- 1957 : Gunsight Ridge de Francis D. Lyon : Old Woman
- 1958 : The Lost Missile (en) : Mother Freed
- 1960 : Twelve Hours to Kill (en) : Woman